# Luhring Augustine Gallery

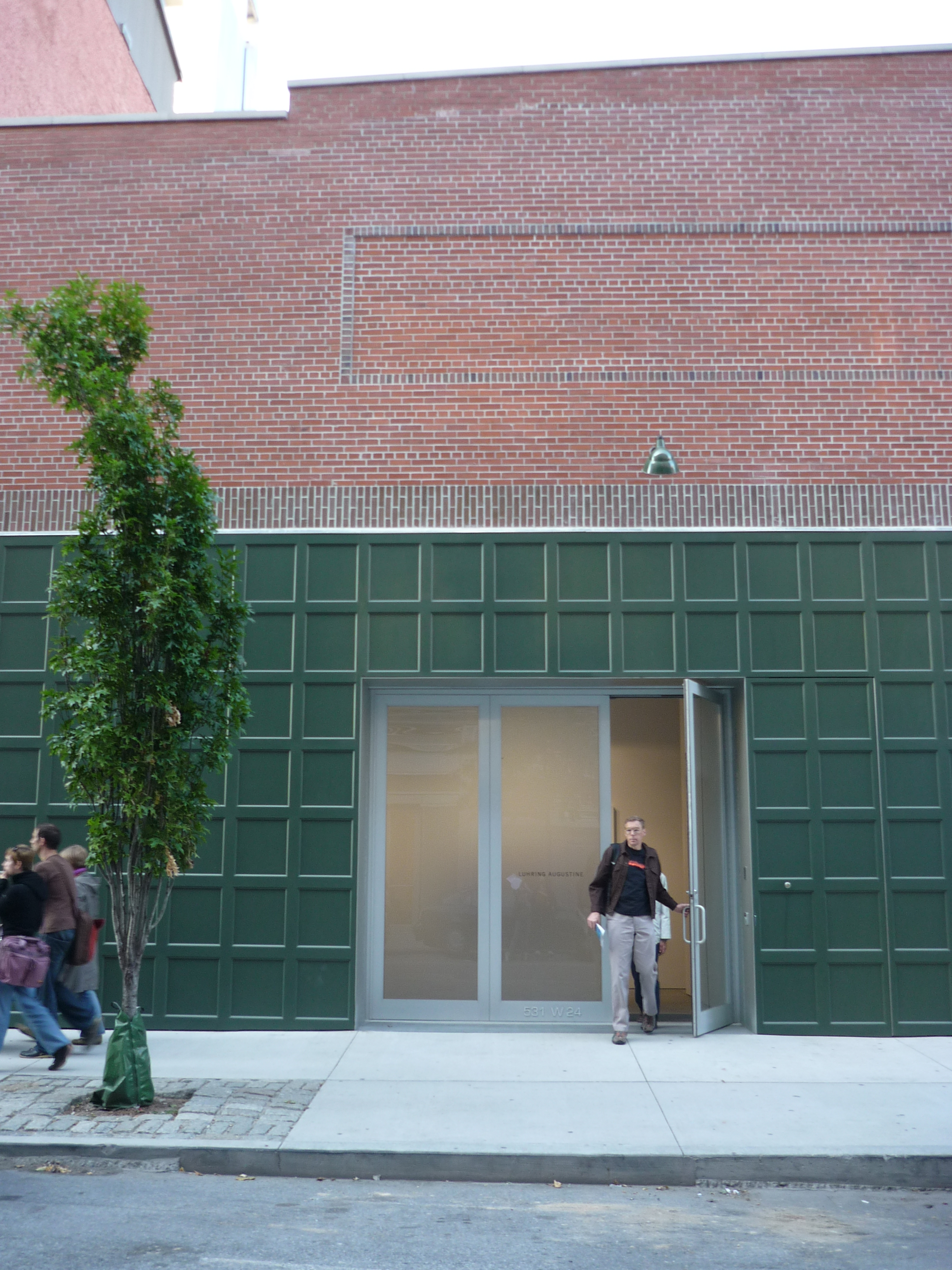
Eingang der Galerie

Die Luhring Augustine Gallery ist eine Kunstgalerie in Chelsea in New York City.
Sie wurde 1985 in SoHo von den Besitzern Lawrence Luhring und Roland Augustine gegründet.
1997 bezog sie ihren heutigen Sitz in Chelsea.
Zu den Künstlern, die in der Galerie präsentiert worden sind, zählen unter anderem:
Pipilotti Rist, Larry Clark, Gregory Crewdson, Donald Judd, Marcel Duchamp, Martin Kippenberger, Albert Oehlen.